# Tullinge torg

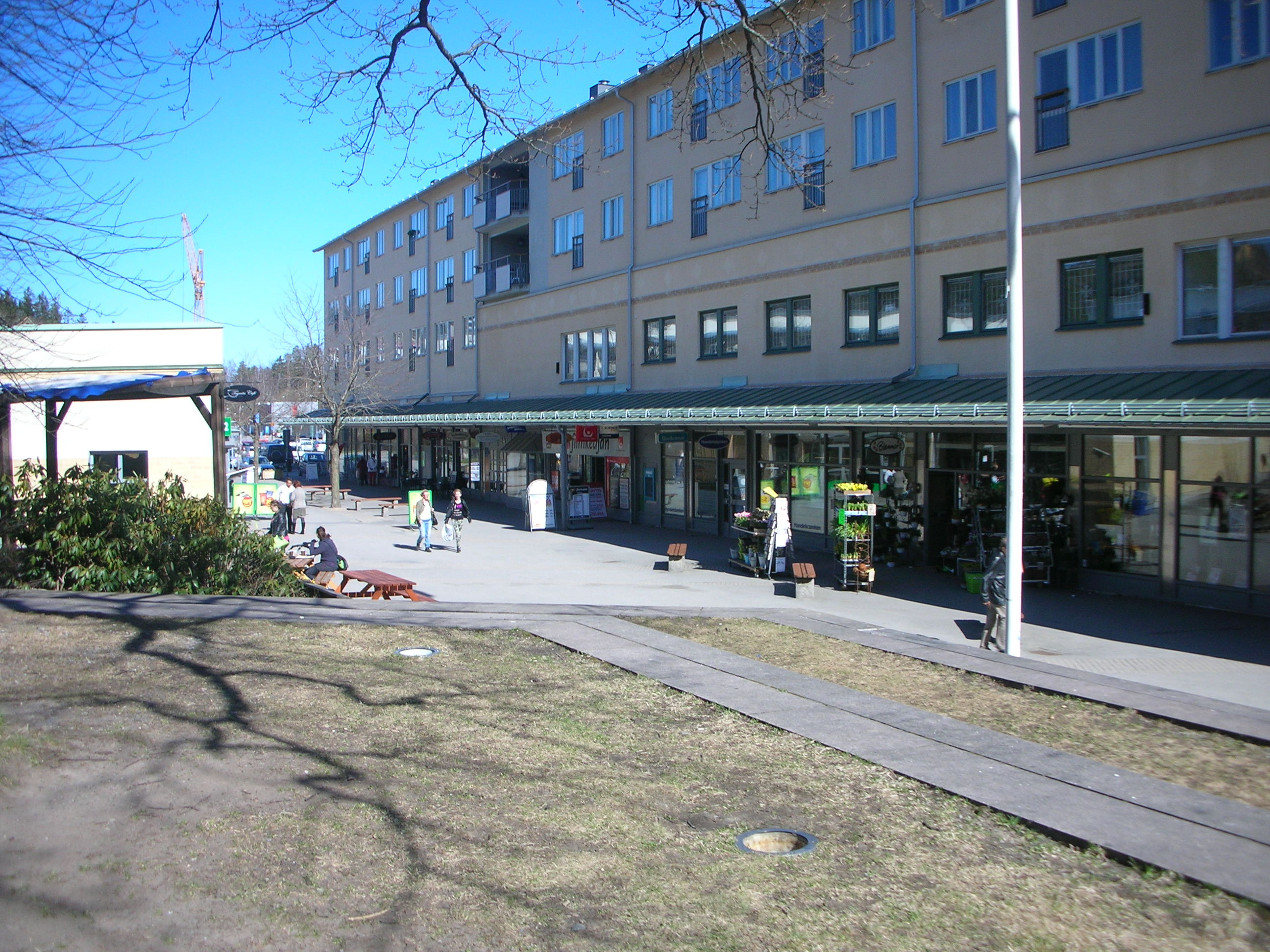
Tullinge Torg

Tullinge torg är ett mindre närcentrum i Botkyrka kommun beläget i centrala Tullinge. I närheten ligger Tullinge station. På Tullinge torg finns ett 20-tal butiker med allt ifrån pizzeria till solarium. På Tullinge torg arrangeras varje år en julmarknad och en vårmarknad. Marknadsdagarna brukar vara välbesökta där allt ifrån politiska partier till skolklasser har ett stånd. De senaste åren har marknaden också fått besök av ett minitivoli och brandkåren. Ovanpå Tullinge torgs huvudbyggnad ligger 60 bostäder.

## Historia
Tullinge torgs huvudbyggnad byggdes under 1970-talet. Byggnaden där idag Coop Konsum, Södermäklarna, Tegnérs café och en 'Sko och nyckelservice' ligger byggdes 1991. Huvudbyggnaden byggdes på med tre våningar under början på 2000-talet. HSB Södertörn ägde och förvaltade byggnaderna fram till 2008 då man sålde de kommersiella lokalerna till Tulia AB. Alla kommerisella lokaler ägs idag av Tulia AB. 
Tullinge torg hette tidigare Tullinge centrum men bytte namn i samband med ägarbytet. 2010 skedde själva bytet. I samband med ägarbytet gjorde man även en mindre uppfräschning av torget. I folkmun kallas det fortfarande Tullinge centrum.

## Framtid

### Idéhuset
Botkyrka kommun hade under 2013 utlyst en arkitekttävling med flera internationellt erkända arkitektbyråer. Wingårdhs arkitektkontor vann tävlingen med förslaget RUT. Idéhuset är tänkt att ligga på en gräsplan väster om centrum. Bibliotek och medborgarservice ska finnas i huset tillsammans med en aula och ett café. Idéhuset är tänkt att bli ett lokalt landmärke och en mötesplats.

### Tullingepartiets förslag
Det lokala partiet Tullingepartiet gick ut med och ett motförslag till idéhuset i en lokaltidning under hösten 2013. Tullingepartiet föreslog att man skulle "vända" på hela centrumet och bygga nya hus och en ny uppgång till Tullinge station på dagens centrumparkering som ligger öster om torget. Detta förslag fick dock mothugg från Socialdemokraterna och Grön Ungdom.

### Ny uppgång till Tullinge station
Det finns en politisk enighet för att bygga en ny uppgång till Tullinge station. Kommunen har talat med SL, som ansvarar för alla pendeltågsstationer i Stockholm, om att bygga ut en till uppgång och renovera den gamla uppgången, utan resultat. Uppgången är tänkt att ligga i andra änden av stationens perrong.